# 弱音器

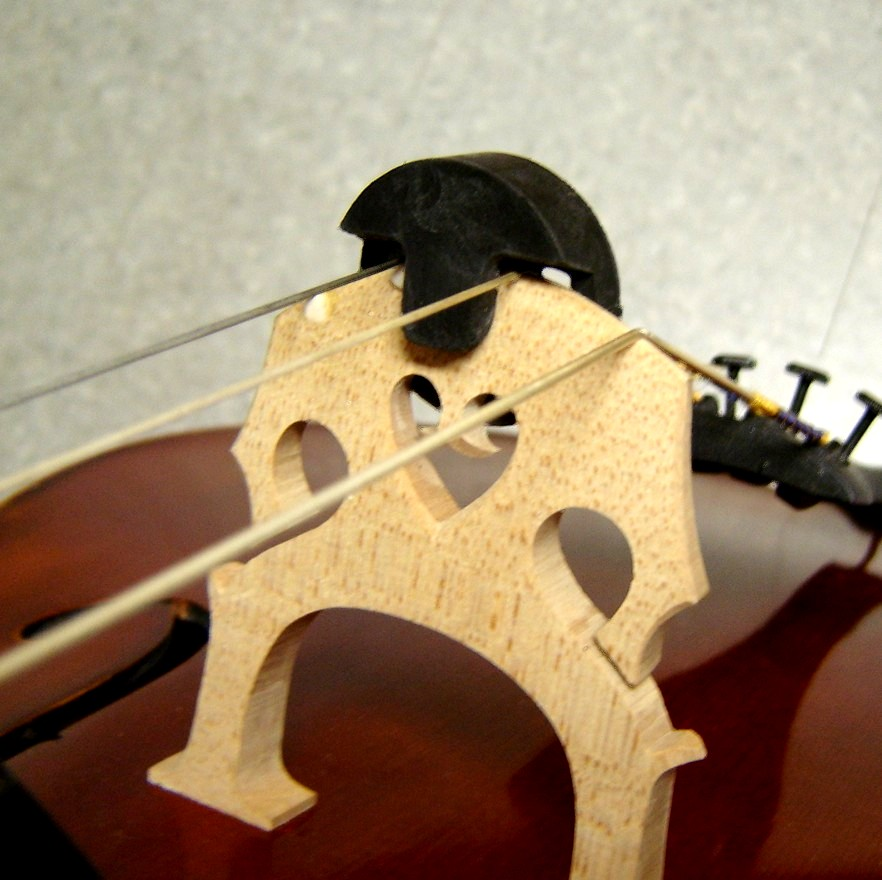
チェロの弱音器

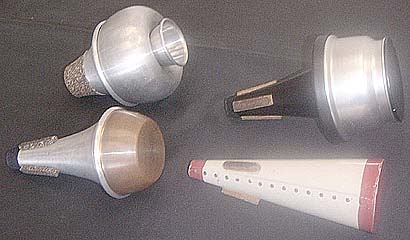
トランペットの弱音器

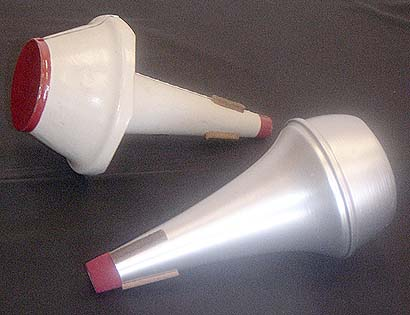
トロンボーンの弱音器

弱音器（じゃくおんき）とは、（西洋音楽の）楽器の音を弱めるために必要に応じて楽器に取り付けられる器具である。音を弱める目的は、
1. 音楽的表現としてそれが必要な場合
2. 練習の音が周囲に迷惑を及ぼすのを防ぐために必要な場合

の2つがある。弱音器はミュート （mute）または変音器（へんおんき）とも呼ばれる。
ただし、ロマン派以降の楽曲においては、音強の変化よりも音色の変化を主眼とする場合が多い。

## ヴァイオリン属の楽器の弱音器
ヴァイオリン属の楽器の弱音器は、駒に取り付けられる。用途によって2つのものがある。
弱音器（ミュート、ソルディーナ）
作曲者の指示により装着する。これを取り付けると駒の振動が吸収され、音が弱まり音色が和らぐ。ただし、絶対的な音量を落とすよりも音色上の要求により指定されることが多い。木製、ゴム製、金属製などがあり、形も様々であるが、音楽的にそれらの種類を使い分けることはなく、演奏者の好みや付け外しの便によって選ばれる。弱音器の装着を最初に楽譜指定したのは、リュリ（1632-1687）のオペラ「アルミード」（1686年）あるいは「アムールの勝利」（1681年）といわれている。バルトークの弦楽四重奏曲第4番第2楽章は「コン・ソルディーナ con sord. (sordina)」と記され、全編にわたって弱音器付きで演奏される。独奏楽器が弱音器を装着する曲はあまりないが、チャイコフスキーのヴァイオリン協奏曲第2楽章「カンツォネッタ」や、「ツィゴイネルワイゼン」の中間部などが有名である。
消音器
練習用に、楽器の響きを押さえ音量を落とすために用いる器具は消音器またはプラクティスミュートと呼ばれ、演奏に用いる弱音器とは通常別物である。金属製、または駒の上辺をおおう大きなゴム製のものなどがある。音量を落とす目的は深夜の練習の際など周辺に配慮するためが多いが、ユーディ・メニューインは消音器を付けた練習を「演奏を肌で感じ、音の性格に精神を集中させることができる」効用があると推奨していた。

## 金管楽器の弱音器
金管楽器の弱音器は、管の吹き口とは逆の端の、最も太くなっている、ベル（朝顔）と呼ばれる部分に、ベルから出てくる音を塞ぐようにして、ベルの中に押し込むような形で取り付けられる。主として金属で作られる。さまざまなものが作られ、音色によって使い分けられる。
さまざまなミュートを使い分けるのはトランペット、トロンボーンが主体であり、ホルンとチューバはストレートミュートのみを用いるのが通例である。ごく稀にホルンにワウワウミュートを用いる例が見られるが、一般的ではない。トランペットは2,3秒でミュートの着脱が可能であるが、その他の楽器は5秒以上かかる。
ストレートミュート (straight mute)
音色にあまり変化を与えずに音強を落とすことを目的として作られた弱音器であるが、強奏すると、鋭い音色が得られる。ジャズなどの曲によく使われることが多い。
カップミュート (cup mute)
カップをかぶせたような形になるのでこの名がある。音色の変化を目的とした弱音器である。
プランジャー・ミュート (plunger mute)
ゴム製のカップ型の弱音器。トイレの清掃具であるプランジャーのカップ部分を使用したことに由来する。ベルに近づけると抑えた音になり、遠ざけると開いた音になる。グレン・ミラー楽団等のスイング・バンドで多用されたことで有名。
ワウワウミュート (wah-wah mute, harmon mute)
穴があいており、穴を開けたり閉めたりすることで音色に変化が与えられる。開け閉めするとワウと言った音がするのでこの名がある。
バケットミュート (bucket mute)
中に綿が入っており、こもった、非常に柔らかい音がする。着脱に時間がかかるミュートであり、各社様々な装着方法を開発している。
ハーマンミュート (harmon mute)
ワウワウミュートから内部管を抜いたもので、独特の寂れた音色が特徴。著名なジャズ奏者マイルス・デイヴィスによって愛用されたため広く知られるようになった。フランス語でスルディーヌ・ロバンソンsourdine Robinsonと表記する例もある（アンリ・デュティユー「メタボール」など）。ハーマンとは、この弱音器を作っているメーカーの名前である。ハーマン社製の物が特に有名なので、この弱音器の代名詞ともなっている。よって他社製のこの弱音器をハーマンミュートと呼ぶのは正確には間違いである。チーチーミュートと言う一般的な呼称がある。
ゲシュトップフトミュート（移調ミュート） stopping mute (transposing mute)
ホルン（フレンチホルン）特有のミュートで、鋭い金属的な音色を特徴とする。ホルンのゲシュトップフト奏法の音色を模倣するために開発された。ゲシュトップフト奏法の困難な低音域や弱音でのゲシュトップフト奏法が要求される場合、しばしば真性のゲシュトップフト奏法の代わりにこのミュートを用いられる。このミュートを使用すると、ゲシュトップフト奏法同様、楽器の音高がミュートなしの状態に比べておよそ半音から半音半高くなる。このため移調ミュートとも呼ばれる。なお、音高を変化させないゲシュトップフトミュートも開発されている。
プラクティスミュート (practice mute)
形状はストレートミュートと同様であることが多いが、練習の為の音が周囲に迷惑を及ぼすのを防ぐために装着するものであり、ほとんどの音を遮断し発せられる音は極小となる。また、ヘッドフォンを接続し演奏者のみは音を聞くことができるように設計されたものもある。このヘッドフォンのための出力端子をリバーブさせスピーカーに繋ぐと、大ホールや教会の中で響くような長いエコーを得ることが出来る。現代音楽やジャズのシーンで用いられている。代表的製品としてヤマハ製のサイレントブラスシリーズがある。

## 木管楽器の弱音器
木管楽器の弱音器は、金管楽器と同じような弱音器が開発されたが、側孔があるため、音域によっては有効でなく、実用とはならなかった。特殊な場合に、布を楽器に詰めるというようなことが行われる。コルクを詰める代案も稀に行われる。例としてはストラヴィンスキーの『ペトルーシュカ』の終盤に、オーボエにミュートを指定しているところがある。 チャイコフスキーの交響曲第6番『悲愴』第1楽章終盤ではファゴットにppppppが指定されており、慣例としてバスクラリネットに置き換えられるが、敢えて原譜のファゴットのまま演奏する場合は、吹き口に布を詰めてミュートするなどの工夫が奏者や指揮者の判断で行われる。

## 打楽器の弱音器
太鼓類にあっては膜の振動を抑えるために、専用の器具を乗せたり、ハンカチなどを置いたりすることがある。単に練習時の騒音を解決する場合はトレーニングドラムと呼ばれる打楽器を模した器具を使う場合や打面をメッシュ状のものに変更したり、ゴムの板を乗せる方法がある。また、電子ドラムを使う事で実際の打楽器の音で練習もできる。
以下は、騒音解決ではない表現としての手法である。

### ドラムの弱音器
ドラム(太鼓)の音は、「アタック音」「倍音」「胴鳴り」「余韻」などの要素の複合で成り立っている。必要な音を際立たせ、余分な音をカットする目的で、消音器が使われる。例えば、ポピュラー音楽のバスドラムでは、余韻をミュートする（「どどーん」という鳴り方ではなく、「どどっ」という鳴り方にする）ことが多い。マーチングバンドでは更に余韻をミュートし、ほとんど打撃音しか出ないようにミュートしている。
弱音器としては、専用の器具（リングミュート、パッドによるミュート、帯ミュートなど）を用いるほか、毛布やタオルをバスドラムの胴に入れる、ハンカチやティッシュ等をガムテープでヘッドの端に止める、ガムテープ単体でヘッドに貼り付ける、などの方法がある。ミュートする位置やミュート圧によって、どの音域およびどの要素の音をミュートするか、選ぶことができる。ラヴェル『ボレロ』の冒頭では、スネアドラムが布（ハンカチ）を鼓面に置いてミュートする。

### シンバルの弱音器
シンバルは、余韻の長さを変える目的でミュートされる場合がある。弱音器としては、ガムテープをシンバルの裏面に張り付ける方法を取ることが多い。なお、器具によるチューニングではなく、曲の途中でシンバルの振動を手で抑えてミュートすることを、チョーク奏法と呼ぶ。

## ピアノの弱音ペダル
ペダル参照。ピアノには弱音ペダルという、弱音器と同じような機能を持たせたペダルがある。グランドピアノでは、ハンマーの叩く位置を右に少しずらせることによって、たたく弦の本数を減らし(3本→2本)音を弱め、柔らかくする。アップライトピアノでは、ハンマーの待機位置を弦に近づけることによって、鍵盤からの打鍵エネルギーを伝わりにくくする。後者は全く音色に影響を与えないため、文字通りの「弱音」器ということができるであろう。このペダルはのちにFAZIOLI社がグランドピアノに組み込んでいる。

## 騒音防止のための特殊な弱音器
楽器の音が騒音となることを防止するため、夜間練習用などとして、音色をなるべく変えずに音を極めて弱くする弱音器が開発されている。アップライトピアノで、3本のペダルがあるものの多くは、中央のペダルがこのためのものとなっている。これは、ハンマーが直接弦を叩かないようにフェルトを挟むような構造となっているものである。このペダルはもともとフォルテピアノにあった機構を流用したものである。

## 楽譜上の表記
イタリア語で弱音器をソルディーナ sordina と女性名詞で言う。（ソルディーノ sordino は誤りである）。イタリア語以外の言語（英語、ドイツ語など）が主体の記述でイタリア語の借用語として使っている例ではcon sordinoと男性名詞で言うことが通例化しており、日本語でもソルディーノと言い表すのが慣例だが、本来は誤りである。
イタリア語で弱音器を装着された指示はcon sordina (con sord.) 、外された指示はsenza sordina (senza sord.) と書く。楽曲の途中で着脱する場合は休みの間に行われるのが通例だが、その場合に mettere una sordina （弱音器をつける）、togliere la sordina / via sordina （弱音器を外す）という指示がまずあり、付けられた／外された状態で演奏開始する部分に改めてcon  sord. / senza sord. が書かれる書法もある（via sord. の例はルチアーノ・ベリオなど）。
イタリア語以外の言語で書かれることも多く、英語では、弱音器をつける指示をmuteと書くか、弱音器の種類によりcup muteのように具体的なミュートの名前を書き、はずす指示をopenと書く。ドイツ語では装着する指示をmit Dämpfer、外す時をohne Dämpferと書く。フランス語では avec sourdine / sans sourdine となり、過去分詞で sourdiné(e)と書かれる場合もある。外す時にはôter la sourdine と言う表記も見られる（ミカエル・ジャレルなど）。
なお、ピアノの弱音ペダルは、踏む指示がイタリア語でuna corda (1本の弦で)、離す指示がtre corde (3本の弦で) である。due corde (2本の弦で) と踏む加減を示した表示もあった。